# Брешеуць
Брешеуць, Брешеуці (рум. Brășăuți) — село у повіті Нямц в Румунії. Входить до складу комуни Думбрава-Рошіє.
Село розташоване на відстані 271 км на північ від Бухареста, 8 км на південний схід від П'ятра-Нямца, 93 км на захід від Ясс, 148 км на північний схід від Брашова.

## Населення
За даними перепису населення 2002 року у селі проживали 787 осіб, усі — румуни. Усі жителі села рідною мовою назвали румунську.